# High School of Glasgow

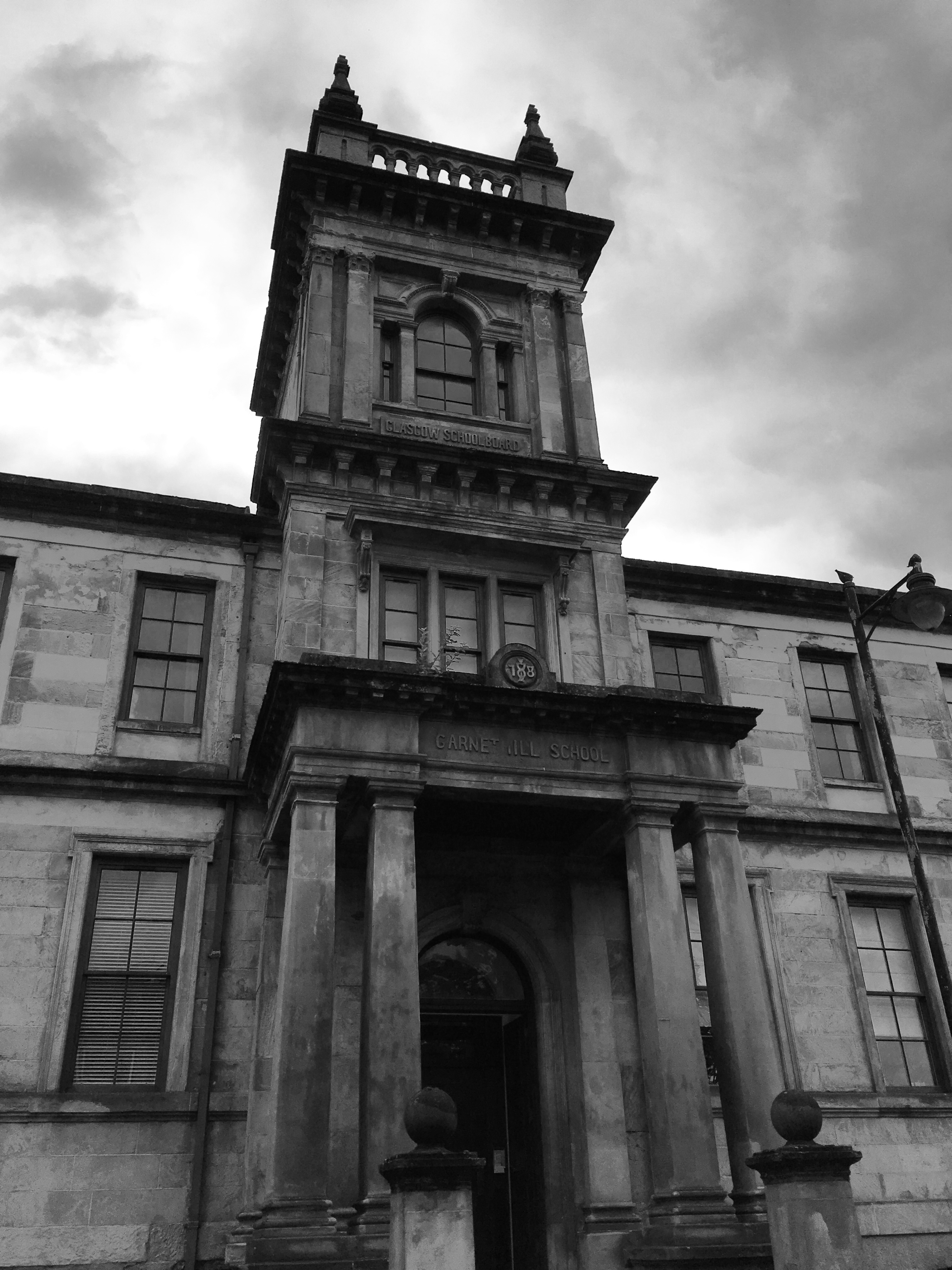
High School für Mädchen ab 1896, Garnethill, Glasgow

Die High School of Glasgow ist eine privat finanzierte High School in Glasgow, Schottland. Sie ist eine selektive, koedukative Sekundarschule, interessierte Schüler müssen zu Beginn eine Aufnahmeprüfung absolvieren. Etwa 1000 Schüler zwischen drei und 18 Jahren besuchen die Schule.

## Geschichte
Als Dom- und Chorschule der St Mungo’s Cathedral ist sie etwa im Jahr 1124 gegründet worden und die älteste Schule in Schottland, die zwölftälteste im Vereinigten Königreich. Sie blieb nach der Reformation eine kirchliche Schule als Grammar School der Stadt, bis sie im Jahr 1872 unter kommunale Verwaltung kam. Der Name war nun High School. Ihre Standorte wechselten mehrfach: zuerst in Greyfriar's Wynd bis 1782, dann in der George Street bis 1821, in der Elmbank Street ab 1876. Eine Mädchenschule wurde als High School 1894 gegründet mit Standort in Garnethill. Im Jahr 1976 wurde sie zur staatlichen Gesamtschule als Secondary School, die Jungenschule ganz geschlossen. Dagegen erhob sich Protest bei den Altschülern, woraus eine private Schule entstand, die bis heute besteht an der Crow Road und mit der Juniorschule im Vorort Bearsden. Die Schule hat immer noch eine Beziehung zur Kathedrale, wo jährlich im September ein Erntedankfest mit einem Gottesdienst veranstaltet wird. 

## Schüler
Sie zählt zwei britische Premierminister, zwei Präsidenten der Court of Session und den Gründer der University of Aberdeen zu ihren Alumni.
- Henry Campbell-Bannerman, Premierminister
- Bonar Law, Premierminister
- Ross J. Anderson, Informatiker an der University of Cambridge
- Ian Heilbron, Chemiker am Imperial College London
- Joseph Dalton Hooker, Botaniker, Präsident der Royal Society
- John Horne, Geologe
- Thomas Campbell, Dichter
- Eric Woolfson, Musiker
- John Bannerman, Baron Bannerman of Kildonan, Politiker
- Charles Dickson, Lord Dickson, Lord Justice Clerk und Lord Advocate
- George Emslie, Baron Emslie, Lord President of the Court of Session
- Henry Wilson, Baron Wilson of Langside, Lord Advocate
- James Bryce, britischer Botschafter
- William Elphinstone, Gründer der University of Aberdeen
- Alison Sheppard, Schwimmerin
- Charlie Telfer, Fußballer
- William Donald Patrick, britischer Richter am Court of Session und des Internationalen Militärgerichtshof für den Fernen Osten